# Johann Friedrich Miescher (1844-1895)

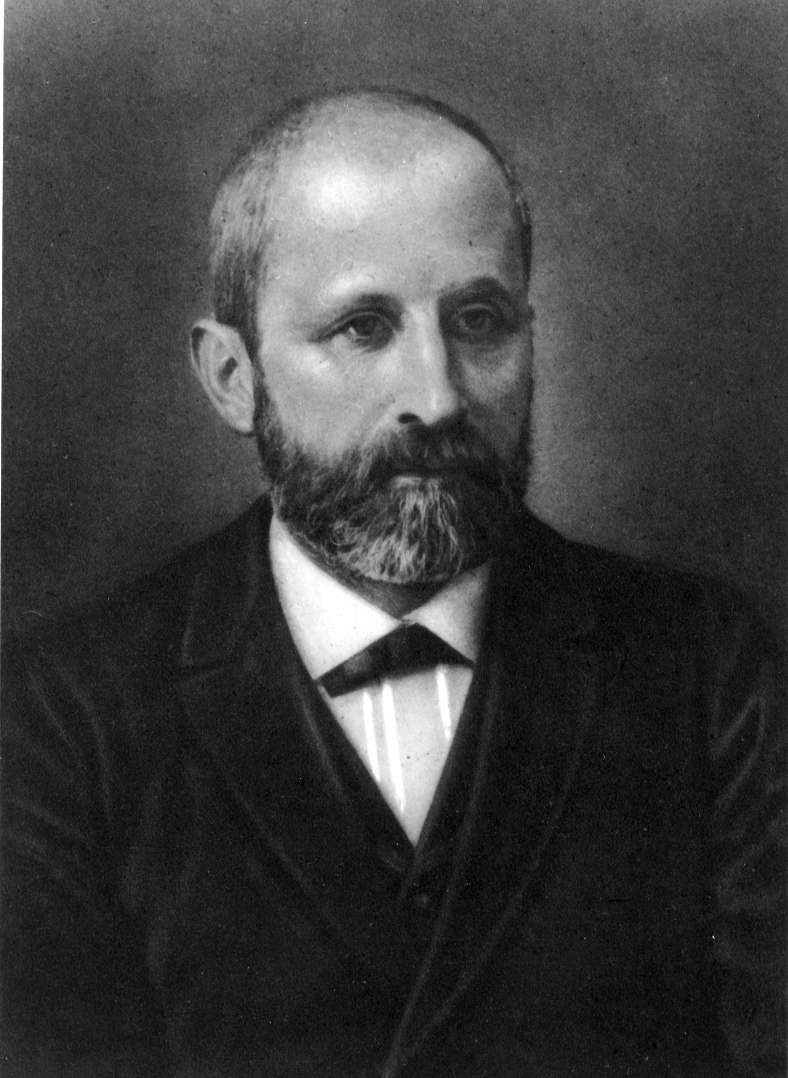
Friedrich Miescher

Johann Friedrich Miescher (Bazel, 13 augustus 1844 - Davos, 26 augustus 1895) was een Zwitsers biochemicus. Hij ontdekte in 1869 dat zich in de celkern een fosforhoudende stof bevond, wat hij nucleïne noemde, afgeleid van nucleus, wat kern betekent. Dit bleek later desoxyribonucleïnezuur ofwel DNA te zijn, de drager van erfelijke informatie in celkernen. Hij ontdekte de stof in eerste instantie in ettercellen.
Hij isoleerde verschillende fosfaatrijke chemicaliën in het laboratorium van Felix Hoppe-Seyler aan de universiteit van Tübingen. Het belang van de ontdekking werd pas duidelijk na de eerste publicatie ervan in 1871.
Miescher ging als zoon van een professor pathologische anatomie medicijnen studeren te Bazel, en promoveerde in 1865. Daarnaast studeerde hij enige tijd in Göttingen bij Friedricht Wöhler. In de tijd dat het idee zojuist opkwam dat de cel de basis vormt voor het leven, welk idee onder meer werd uitgedragen door Pasteur, Virchow en Lister, ging Miescher zich aan de Universiteit van Tübingen richten op het onderzoek naar deze eenheid van leven, en in het bijzonder de scheikunde die erachter steekt bij hoogleraar Felix Hoppe-Seyler.
Om de chemie van de cel te bestuderen, richtte Miescher zich op de lymfe, die het gemakkelijkst aangetroffen wordt in etter, destijds ruim voorhanden. Hij wilde de dertig jaar tevoren ontdekte eiwitten bestuderen, maar ontdekte bij toeval een stof die maar niet oploste. Deze wittige stof zou later DNA blijken te zijn. Hoewel hij zijn ontdekkingen al in 1869 deed, zou het tot 1871 duren, onder meer doordat Hoppe-Seyler de resultaten betwijfelde, dat Miescher zijn onderzoek gepubliceerd zou krijgen.
In 1871 stortte Miescher zich, inmiddels terug in Bazel, op het isoleren van nucleïne uit het sperma van zalm. In 1872 werd Miescher in Bazel benoemd tot hoogleraar in de fysiologie. Hij volgde hierin zijn oom Wilhelm His, een embryoloog, op. In 1895 stierf Miescher aan tuberculose.
In Tübingen is er een laboratorium van het Max Planck-genootschap naar hem genoemd, en in Bazel een onderzoeksinstituut.
- Gemeinsame Normdatei: 118733842
- Historisch woordenboek van Zwitserland: 014551
- International Standard Name Identifier: 0000 0000 5534 1735
- Library of Congress Control Number: n85288893
- Nationale Bibliotheek van Tsjechië: nlk20010098887
- Nederlandse Thesaurus van Auteursnamen: 164257055
- Réseau des bibliothèques de Suisse occidentale: 02-A016298364
- Système universitaire de documentation: 088841863
- Virtual International Authority File: 30989267
- WorldCat: E39PBJpPCTTRgTMJjPYQJqxJjC